# Ховен, Андреас
Андреас Ховен (норв. Andreas Hoven; 20 февраля 1998 года, Норвегия) — норвежский футболист, играющий на позиции полузащитника. Выступает за норвежский клуб «Стабек».

## Карьера
Ховен является воспитанником «Стрёмсгодсета». С 2016 года привлекается к тренировкам с основной командой. 30 сентября 2016 года дебютировал в чемпионате Норвегии в поединке против «Будё-Глимта», выйдя на замену на 77-й минуте вместо Йовинда Сторфлора. В январе 2018 года Ховен был отдан в аренду клубу первого дивизиона «Нутодден» до конца года.
Выступал за юношеские сборные Норвегии.